# Оарца-де-Сус
Оарца-де-Сус (рум. Oarța de Sus) — село у повіті Марамуреш в Румунії. Входить до складу комуни Оарца-де-Жос.
Село розташоване на відстані 409 км на північний захід від Бухареста, 43 км на південний захід від Бая-Маре, 86 км на північний захід від Клуж-Напоки.

## Населення
За даними перепису населення 2002 року у селі проживала 661 особа, з них 659 осіб (99,7%) румунів. Рідною мовою 659 осіб (99,7%) назвали румунську.